# Treinfeldsmühle

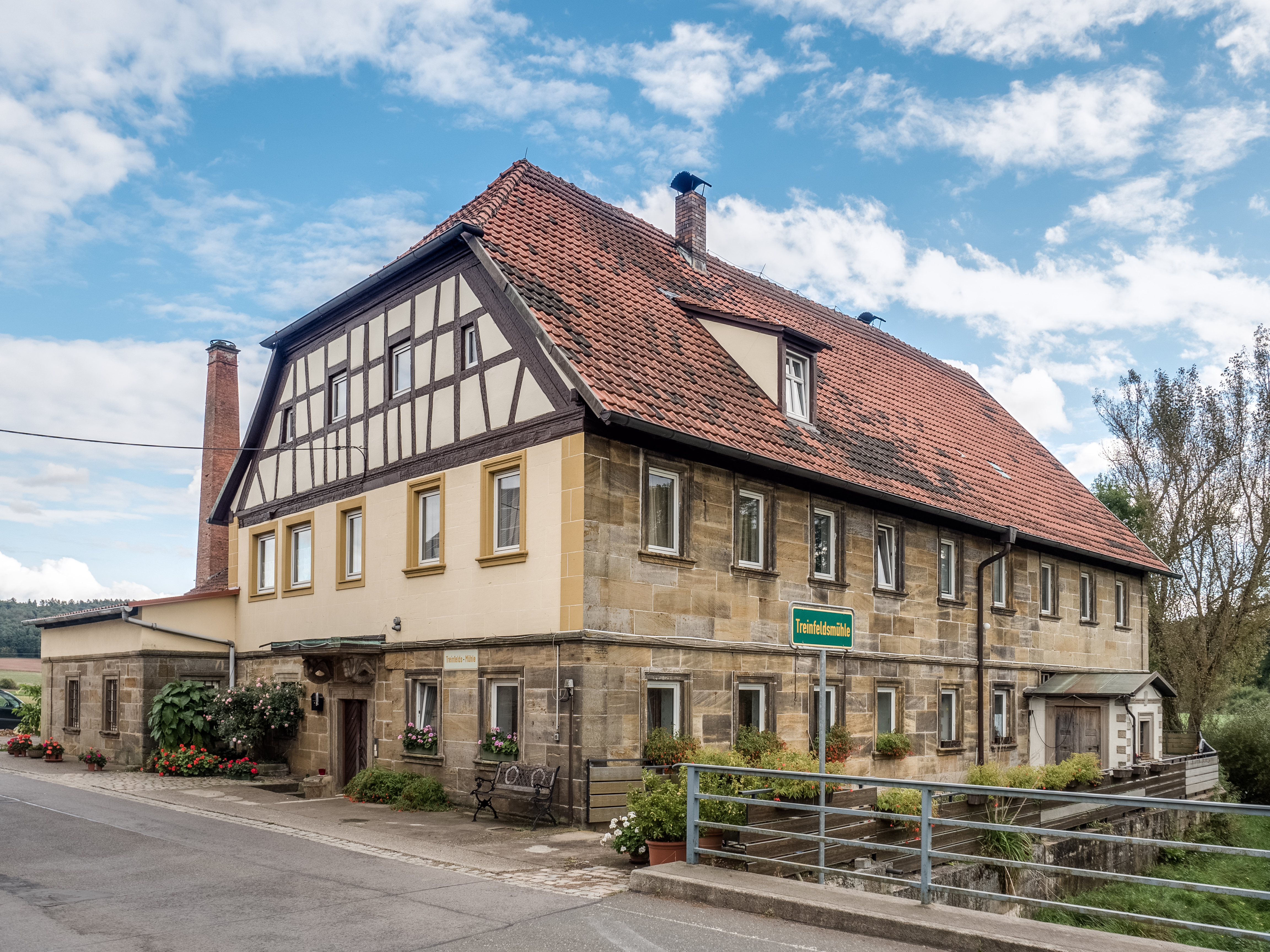
Die Treinfeldsmühle

Treinfeldsmühle ist ein Gemeindeteil der Gemeinde Rentweinsdorf im unterfränkischen Landkreis Haßberge in Bayern.

## Geografie
Die bisweilen auch als „Treinfelder Mühle“ bezeichnete Einöde befindet sich etwa 800 Meter südöstlich des Ortszentrums von Rentweinsdorf auf einer Höhe von 254 m ü. NHN.

## Geschichte
Die Erstnennung war 1476. Durch die Verwaltungsreformen zu Beginn des 19. Jahrhunderts im Königreich Bayern wurde der Ort ein Bestandteil der Ruralgemeinde Treinfeld. Im Zuge der Gebietsreform in Bayern wurde die Treinfeldsmühle zusammen mit der Gemeinde Treinfeld am 1. Januar 1978 in den Markt Rentweinsdorf eingegliedert. Im Jahr 2014 zählte Treinfeldsmühle drei Einwohner.

## Verkehr
Den Anschluss an das öffentliche Straßenverkehrsnetz bildet hauptsächlich die Bundesstraße 279, die etwa 200 Meter südwestlich an der Treinfeldsmühle vorbei führt. Eine aus dem Westen von Rentweinsdorf kommende Gemeindeverbindungsstraße führt durch die Ortschaft und verläuft in östlicher Richtung weiter nach Treinfeld. Am südlichen Rand dieses Ortes befindet sich an der Bahnstrecke Breitengüßbach–Ebern mit dem Haltepunkt Rentweinsdorf die nächstgelegene Bahnstation.